# Menhir de la Filoussière
Le menhir de la Filoussière, appelé aussi Pierre Longue, est un menhir situé au Thoureil, dans le département français de Maine-et-Loire.

## Description
Le menhir est constitué d'une dalle en grès de 4,80 m de hauteur et 3,83 m de largeur, très mince (épaisseur comprise entre 0,50 m et 0,60 m). Il a été érigé pratiquement selon un axe nord-sud.